# Gaspard Ulliel
Gaspard Ulliel (ur. 25 listopada 1984 w Boulogne-Billancourt, zm. 19 stycznia 2022 w Grenoble) – francuski aktor filmowy, teatralny i telewizyjny, model. 
Dwukrotny laureat Césara – dla najbardziej obiecującego aktora za rolę Manecha Langonneta, narzeczonego Matyldy w melodramacie wojennym Bardzo długie zaręczyny (2004) i najlepszego aktora za rolę 34-letniego Louisa, homoseksualnego dramaturga zmagającego się ze śmiertelną chorobą w dramacie To tylko koniec świata (2016).

## Życiorys

### Wczesne lata
Urodził się w Boulogne-Billancourt w regionie Île-de-France, w departamencie Hauts-de-Seine jako syn producentki pokazów mody Christine i stylisty Serge’a Ulliela. Uczęszczał do szkoły językowej. Gdy miał 11 lat, znajomi jego rodziców otworzyli agencję dla młodych aktorów, której był kandydatem.

### Kariera
Szybko dostał angaż do kilku francuskich seriali. W 1997 pojawił się w filmie telewizyjnym Mission protection rapprochée. Za rolę Loïca w komedii Letni zawrót głowy (Embrassez qui vous voudrez, 2003) z Charlotte Rampling i Jakiem Dutronc oraz za postać Yvana w melodramacie Zabłąkani (Les Égarés, 2003) u boku Emmanuelle Béart zdobył nominację do nagrody Césara w kategorii Najbardziej Obiecującego Aktora. Kreacja Manecha, jednego z pięciu rannych żołnierzy, którzy stanęli przed sądem wojennym w melodramacie Bardzo długie zaręczyny (Un long dimanche de fiançailles, 2004) z Audrey Tautou przyniosła mu nagrodę Césara. W prequelu filmu Milczenie owiec – Hannibal: Po drugiej stronie maski (Hannibal Rising, 2007) wcielił się w rolę tytułowego bohatera, Hannibala Lectera.

## Życie prywatne
Romansował z aktorką i piosenkarką Cécile Cassel (2005–2007), Charlotte Casiraghi (2007) i Jordane Crantelle (2008–2013). Od 2013 był związany z francuską modelką i piosenkarką Gaëlle Piétri, z którą miał syna (ur. 9 lutego 2016).

### Śmierć
19 stycznia 2022 w wieku 37 lat zginął na skutek wypadku narciarskiego w ośrodku La Tronche na zboczach Alp Sabaudzkich, kiedy zderzył się z innym narciarzem na skrzyżowaniu dwóch tras i doznał poważnego urazu mózgu. Aktor został przetransportowany helikopterem do szpitala w Grenoble, gdzie zmarł.

## Filmografia

### Filmy fabularne
- 1999: Alias jako Nicolas TrajetGaspard Ulliel (2015)

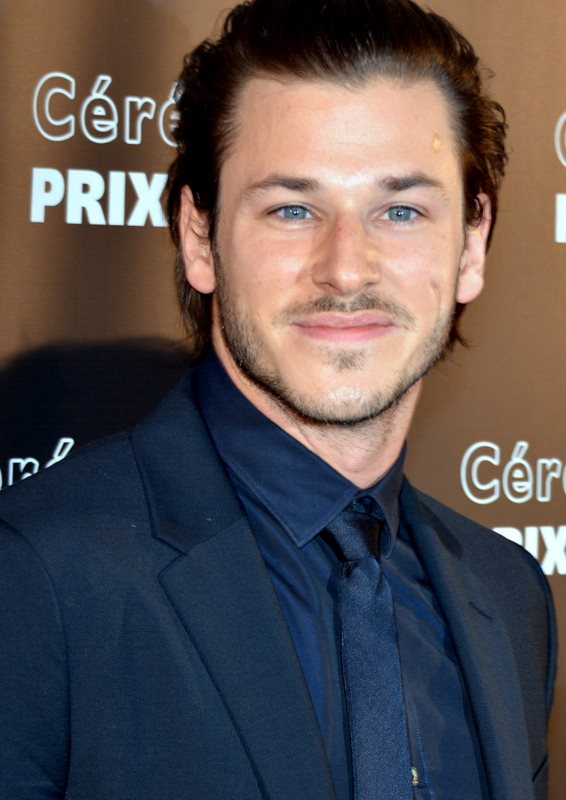
Gaspard Ulliel (2015)

- 2001: Braterstwo wilków (Le Pacte des loups) jako Louis
- 2003: Zabłąkani (Les Égarés) jako Jean Delgas/Yvan
- 2003: Letni zawrót głowy (Embrassez qui vous voudrez) jako Loïc
- 2004: Bardzo długie zaręczyny (Un long dimanche de fiançailles) jako Manech
- 2004: Ostatni dzień (Le Dernier jour) jako Simon
- 2004: The Tulse Luper Suitcases, Part 2: Vaux to the Sea jako Leon
- 2005: Dom Niny (La Maison de Nina) jako Izik
- 2006: Zakochany Paryż (Paris, je t’aime) jako Gaspard (‘Le Marais’)
- 2007: Męstwo i honor (Jacquou le croquant) jako dorosły Jacquou
- 2007: Hannibal. Po drugiej stronie maski (Hannibal Rising) jako Hannibal Lecter
- 2008: La Troisieme Partie du Monde jako Francis
- 2008: Un Barrage contre le Pacifique
- 2009: The Vinter’s Luck jako Xas
- 2009: La Premier Cercle jako Anton Malakian
- 2014: Saint Laurent jako Yves Saint Laurent
- 2016: To tylko koniec świata (Juste la fin du Monde) jako Louis
- 2018: Naród i jego król (Un peuple et son roi) jako Basile
- 2018: Na krańce świata (Les confins du monde) jako Robert Tassen
- 2018: Le Brasier Shelley jako Percy Bysshe Shelley (głos)

### Filmy TV
- 1997: Mission protection rapprochée
- 1998: Bonnes vacances jako Joël
- 1999: Juliette jako Nicolas Dastier
- 1999: La Bascule jako Olivier Baron
- 2000: Julien l’apprenti jako 14-letni Julien
- 2001: L’Oiseau rare jako Gaspard

### Seriale
- 1999: Le Refuge jako Quentin
- 2004: Navarro jako Thierry Morlaas
- 2017: Calls jako Thomas
- 2019: Druga szansa na miłość (Il était une seconde fois) jako Vincent Dauda
- 2022: Moon Knight jako Anton Mogart